# Uroš Kuzman
Uroš Kuzman, slovenski matematik, glasbenik in stand-up komik, 5. avgust 1984, Velenje.
Po izobrazbi je doktor matematike, deluje kot docent na ljubljanski Fakulteti za matematiko in fiziko. Širši javnosti je prepoznan kot glasbenik in stand-up komik.

## Življenjepis
Rodil se je kot najmlajši izmed štirih otrok. Njegova starša sta bila šolnika. Leta 2008 je z diplomsko nalogo "Obstoj malih J-holomorfnih diskov" diplomiral na ljubljanski Fakulteti za matematiko in fiziko. Za diplomsko nalogo je prejel študijsko Prešernovo nagrado. Leta 2013 je imel doktorsko disertacijo z naslovom "Manifolds of J-holomorphic discs". Trenutno deluje kot docent na Fakulteti za matematiko in fiziko Univerze v Ljubljani. V oddaji Ugriznimo znanost na TV Slovenija je dve sezoni zastavljal matematične uganke.
Je oče dveh otrok, živi v Velenju. 

### Glasba
V vseh obdobjih življenja je povezan z glasbo, v srednji šoli se je pridružil fantovskemu oktetu, sedaj znanemu kot Šaleški študentski oktet. Bil je tudi član zasedbe Frozen Hell. Leta 2010 je pod okriljem Mladinske komisije Planinske zveze Slovenije, katere načelnik je takrat bil, izdal zgoščenko Greva pod objem gora. Pesmi večinoma zajemajo planinsko tematiko z osebnimi izpovedmi in z rahlim šansonjerskim pridihom. Od osmih pesmi na zgoščenki, Kuzman izvaja le dve. 

### Stand-up
Leta 2012 je postal stand-up komik leta. S svojimi stand-up nastopi, ki govorijo predvsem o življenju v Velenju, Velenjčanih, o mestu samem ter Uroševem življenju je hitro postal prepoznaven v Slovenskem prostoru. Svoje stand-up poveže tudi s koncertom ŠŠO. Leta 2017 je v oddaji Na žaru zbadal Jana Plestenjaka in Boruta Pahorja. Oktobra leta 2018 je premiero doživela njegova monokomedija Profesor Kuzman mlajši. Leta 2021 je z Alešem Novakom nastopil v predstavi Mali otroci, veliki problemi.

## Diskografija
- Greva pod objem gora (2010)